# Leonid Smirnow
Leonid Wasiljewicz Smirnow (ros. Леонид Васильевич Смирнов, ur. 3 kwietnia?/16 kwietnia 1916 w Kuźniecku, zm. 18 grudnia 2001 w Moskwie) – radziecki polityk, wicepremier ZSRR (1963–1985), dwukrotny Bohater Pracy Socjalistycznej (1961 i 1982).

## Życiorys
Po ukończeniu szkoły fabryczno-zawodowej w Rostowie nad Donem pracował jako elektromonter, w latach 1933–1939 studiował w Nowoczerkaskim Instytucie Industrialnym, później pracował w fabryce w Nowoczerkasku. W 1942 ewakuowany, został zastępcą głównego energetyka w Wotkińsku, później szefem centrali elektrociepłowniczej i głównym energetykiem fabryki artylerii w Wotkińsku, a w latach 1948–1949 studiował w Akademii Przemysłowej Ministerstwa Uzbrojenia ZSRR. Od 1943 członek WKP(b), w 1949 dyrektor Centralnego Instytutu Naukowo-Badawczego nr 173 Ministerstwa Uzbrojenia ZSRR w Moskwie, 1951–1952 szef Głównego Zarządu Techniki Rakietowo-Kosmicznej Ministerstwa Uzbrojenia ZSRR. W latach 1952–1957 dyrektor fabryki nr 586 w Dniepropietrowsku, 1957–1963 szef Głównego Zarządu Państwowego Komitetu Rady Ministrów ZSRR ds. techniki obronnej, jednocześnie od stycznia 1961 zastępca przewodniczącego, a od czerwca 1961 do marca 1963 przewodniczący Państwowego Komitetu Rady Ministrów ZSRR ds. techniki obronnej - minister ZSRR. Od 31 października 1961 do 25 lutego 1986 członek KC KPZR, od 13 marca 1963 do 15 listopada 1985 zastępca przewodniczącego Rady Ministrów ZSRR i jednocześnie przewodniczący Komisji Wojskowo-Przemysłowej przy Radzie Ministrów ZSRR, następnie na emeryturze. Deputowany do Rady Najwyższej ZSRR od 6 do 11 kadencji (1962–1989). Pochowany na Cmentarzu Nowodziewiczym.

## Odznaczenia i nagrody
- Medal Sierp i Młot Bohatera Pracy Socjalistycznej (dwukrotnie – 17 czerwca 1961 i 6 października 1982)
- Order Lenina (sześciokrotnie – 1959, 17 czerwca 1961, 15 kwietnia 1966, 1971, 15 kwietnia 1976 i 6 października 1982)
- Order Czerwonego Sztandaru Pracy (1956)
- Nagroda Leninowska (1960)
- Order Czerwonej Gwiazdy (1945)

I medale.